# Frank Borkowski
Frank Borkowski (26 de julio de 1969) es un deportista de la RDA que compitió en judo. Ganó una medalla de bronce en el Campeonato Europeo de Judo de 1990 en la categoría de –95 kg.

## Palmarés internacional
| Campeonato Europeo | Campeonato Europeo | Campeonato Europeo | Campeonato Europeo |
| Año                | Lugar              | Medalla            | Categoría          |
| ------------------ | ------------------ | ------------------ | ------------------ |
| 1990               | Fráncfort (RFA)    | Medalla de bronce  | –95 kg             |